# 2MASS J15525906+2948485
2MASS J15525906+2948485 ist ein Brauner Zwerg im Sternbild Nördliche Krone. Er wurde 2003 von John C. Wilson et al. entdeckt.
Er gehört der Spektralklasse L1 an. Seine Position verschiebt sich aufgrund seiner Eigenbewegung jährlich um 0,16537 Bogensekunden. 